# والتر ل. شارب
والتر ل. «سكيب» شارب (بالإنجليزية: Walter L. "Skip" Sharp) (من مواليد 27 سبتمبر 1952 في مورغانتاون، فيرجينيا الغربية، الولايات المتحدة) فريق أول من فئة أربع نجوم متقاعد من الجيش الأمريكي حيث عمل لآخر مرة قائدا لقيادة الأمم المتحدة وقائد قيادة القوات المشتركة بين جمهورية كوريا والولايات المتحدة وقائدها من 3 يونيو 2008 إلى 14 يوليو 2011. شغل سابقا منصب مدير الأركان المشتركة من 2005 إلى يونيو 2008. تقاعدت شارب من الجيش في يوليو 2011.
قاد القوات في عملية درع الصحراء وعملية عاصفة الصحراء وعملية دعم الديمقراطية في هايتي والقوة المتعددة الجنسيات التابعة لقوة تثبيت الاستقرار في شمال البوسنة والهرسك.